# Monaster Peć
Monaster Peć (alb. Patrikana e Pejës, serb. Манастир Пећка патријаршија, Manastir Pećka patrijaršija) – średniowieczny klasztor Serbskiego Kościoła Prawosławnego w pobliżu miejscowości Peć w Kosowie. 

## Zabytki
- cerkiew pw. św. Apostołów z XIII wieku z freskami datowanymi na lata 30. XIII wieku;
- cerkiew pw. św. Dymitra z XIV wieku;
- cerkiew pw. Matki Boskiej z XIV wieku[1].